# セントログラフィー
セントログラフィー（英語: centrography）とは、点データの分布の中心やばらつきを捉えるための分析方法である。平均中心や標準距離、標準偏差楕円などの測度があり、これらは、統計学における平均や分散などの測度を2次元空間に拡張したものである。
地理学では、点パターン分析や認知地図の研究などで利用される。

## 平均中心
平均中心は、記述統計学における平均に対応した測度である。
点{\displaystyle i}（{\displaystyle i=1,2,\cdots ,n}）の{\displaystyle x}座標および{\displaystyle y}座標を{\displaystyle x_{i}}, {\displaystyle y_{i}}とするとき、平均中心は式(1)で表される。
次に、点に重みがある場合を考える。点{\displaystyle i}の重みを{\displaystyle w_{i}}とするとき、加重平均中心（重心）は式(2)で表される。
平均中心の具体例として、人口重心が挙げられる。

## 標準距離
標準距離は、平均中心からの距離の標準偏差のことである。記述統計学における標準偏差に対応した測度で、式(3)で表される。標準半径と同一である。
点に重みがある場合は、式(4)で表される。
また、加重平均中心と点{\displaystyle i}のユークリッド距離を{\displaystyle d_{i}}とするとき、式(5)で表現できる。

## 標準偏差楕円

標準偏差楕円と平均中心（×印）

標準偏差楕円（standard deviational ellipse）は、点分布のばらつきを表現した楕円のことである。記述統計学における標準偏差に対応した測度であるが、点分布パターンで方向性のばらつきが存在する場合に用いられる。点データの平均的な位置、ばらつき、方向と形状を数値化するとともに、楕円として図化もできる。
点に重みがない場合
点{\displaystyle i}の位置を、座標変換により{\displaystyle x'}{\displaystyle y'}座標系で式(6)のように表現する。
これにより、平均中心が{\displaystyle x'}{\displaystyle y'}座標の原点に表示されることになる。
次に、標準偏差楕円の長軸・短軸がy軸・x軸と重なるように座標回転させ、{\displaystyle X}{\displaystyle Y}座標系で式(7)のように表現する。
このとき、{\displaystyle \theta }は回転させた角度である。
{\displaystyle X}{\displaystyle Y}座標系におけるx軸・y軸の標準偏差{\displaystyle \sigma _{x}}, {\displaystyle \sigma _{y}}は式(8)で表現できる（{\displaystyle {\bar {\mu }}_{x}}および{\displaystyle {\bar {\mu }}_{y}}は{\displaystyle X}{\displaystyle Y}座標の平均中心）。
ここで、{\displaystyle {\bar {\mu }}_{x}=0}および{\displaystyle {\bar {\mu }}_{y}=0}が成立するため、式(7)を代入して、式(9)が成立する。
点に重みがある場合
座標変換により点{\displaystyle i}の位置は式(10)で表現できる。
次に、標準偏差楕円の長軸・短軸がy軸・x軸と重なるように{\displaystyle \theta }だけ座標回転させる。
ここでx軸・y軸の標準偏差{\displaystyle \sigma _{x}}, {\displaystyle \sigma _{y}}について、式(11)が成立する。
分布形状の表現
分布形状を表現する測度として、円形係数（coefficient of circularity）があり、式(12)で求められる（ただし{\displaystyle c}は円形係数、{\displaystyle a}は標準偏差楕円の長軸、{\displaystyle b}は標準偏差楕円の短軸である）。
{\displaystyle c}は{\displaystyle 0\leq c\leq 1}をとり、{\displaystyle c=0}のときは線分、{\displaystyle c=1}のときは円をなす。
また、離心率を用いて標準偏差楕円の形状を評価することもできる。
地理学における利用
1971年にRobert S. Yuillにより有用性が主張されてから、地理学で応用されるようになってきた。
また、認知地図の研究でも用いられ、Nathan Galeによると、標準偏差楕円を用いることで、認知地図の歪みを構成する2成分である錯誤と系統的歪みを分離することができる。認知地図から得られた標準偏差楕円の重心の位置と実際の位置のずれは系統的歪みであり、被験者全体的な傾向を示すが、標準偏差楕円の大きさは錯誤に由来し被験者により異なるものであり、被験者間での比較に利用できる。